# Chartermaatschappij

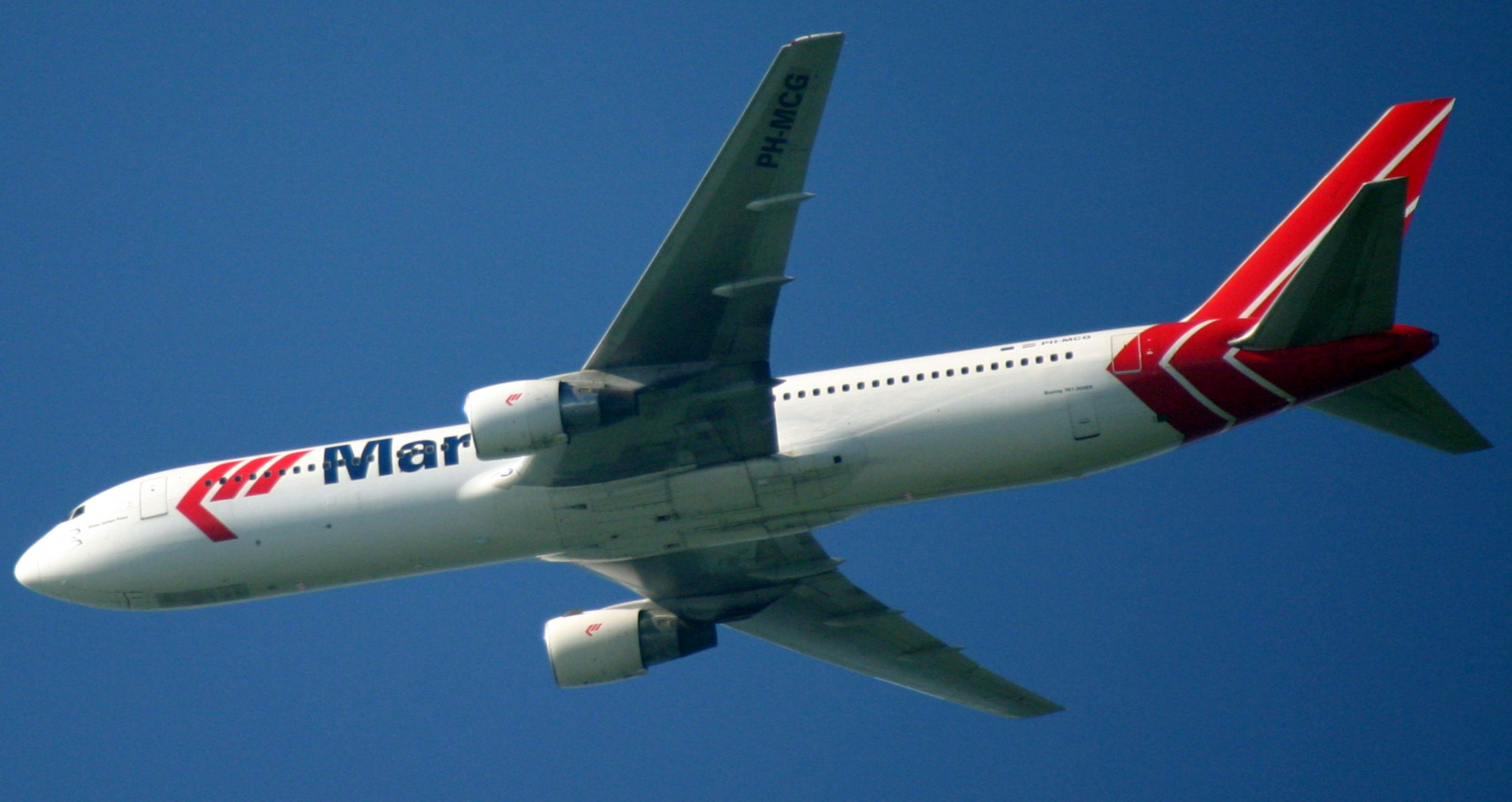
Boeing 767 300ER van Martinair

Een chartermaatschappij is een luchtvaartmaatschappij die chartervluchten aanbiedt. Dit zijn vluchten, die niet volgens een vaste dienstregeling gevlogen worden, maar in opdracht van een of meer klanten, die een groep mensen samen willen laten reizen.
De klanten van chartermaatschappijen zijn meestal bedrijven die complete vakanties op zonnige toeristenbestemmingen verkopen, inclusief vlucht en hotel. Ook andere bedrijven en sportteams die een groep op een economische manier moeten vervoeren, maken gebruik van chartermaatschappijen.
Om hun prijzen laag te houden, vliegen chartermaatschappijen graag met volle vliegtuigen, en geven vaak minder service dan de traditionele luchtvaartmaatschappijen. Chartermaatschappijen vliegen ook vaak vanuit kleinere luchthavens, en naar luchthavens in het buitenland die vaak niet door lijndiensten bereikt worden.
Grotere chartermaatschappijen vliegen soms volgens een gepubliceerde dienstregeling, wat vergelijking met een maatschappij die lijndiensten aanbiedt minder duidelijk maakt. Soms verkopen ze zelfs individuele biljetten aan het publiek.